# شهره سلطانی
﷼شهره سلطانی (زادهٔ ۱۴ بهمن ۱۳۴۸ در بجنورد)، هنرپیشه سینما و تلویزیون اهل ایران است.

## زندگی‌نامه
سلطانی در ۱۴ بهمن ۱۳۴۸ در شهر بجنورد زاده شد. وی دارای کارشناسی موسیقی از دانشگاه آزاد اسلامی است. شهره سلطانی با بیماری ضعف سیستم ایمنی بدن روبرو است. در این بیماری، سیستم ایمنی بدن به ارگان‌های خود حمله می‌کند و سلول‌های بدن را نابود می‌سازد. بازی در تئاتر را از سال ۱۳۶۶ و همچنین کار در سینما را از سال ۱۳۷۲ با فیلمی به نام «عبور از تله» به کارگردانی «غلامرضا رمضانی» آغاز کرد. سلطانی سرپرست گروه موسیقی بانوان دات است. وی در کنار بازیگری، نوازنده تخصصی ساز سنتور و پیانو است و ردیف‌های آوازی را نزد هنگامه اخوان آموزش دیده است. او خود را گیاه‌خوار معرفی کرده است.

## ازدواج
شهره سلطانی با بهروز پناهنده، بازیگر و کارگردان تئاتر، ازدواج کرده است. آشنایی این دو هنرپیشه به سال‌هایی برمی‌گردد که بهروز پناهنده در یکی از نمایش‌های تئاتر، همکار شهره سلطانی بود. بعد از سال‌ها، شهره سلطانی در مقام داوری برای نمایش‌های کارگردانی شده توسط بهروز پناهنده، در تئاتر حضور یافت. در نهایت، این آشنایی قدیمی به ازدواج منجر شد. بهروز پناهنده علاوه بر بازیگری، به کارگردانی نمایش‌های تئاتر نیز مشغول است.

## فیلم‌شناسی

### سینمایی
- خرچنگ (۱۴۰۲)
- منفی ۱۶۸ درجه (۱۳۹۱)
- زیگزاگ (۱۳۸۸)
- شیرین (۱۳۸۷)
- قرنطینه (۱۳۸۶)
- حس پنهان (۱۳۸۵)
- جای او دیگر خالی نیست (۱۳۸۴)
- قتل آنلاین (۱۳۸۴)
- تارا و تب توت فرنگی (۱۳۸۲)
- این زن حرف نمی‌زند (۱۳۸۱)
- رای باز (۱۳۸۱)
- قرمز (۱۳۷۷)
- توطئه (۱۳۷۴)
- آدم‌برفی (۱۳۷۳)
- سه مرد عامی (۱۳۷۲)
- عبور از تله (۱۳۷۲)

## مجموعه‌های تلویزیونی
| سال       | نام مجموعه                     | سمت    | کارگردان               | شبکه                          |
| --------- | ------------------------------ | ------ | ---------------------- | ----------------------------- |
| ۱۴۰۳      | قول مردونه                     | بازیگر | قربانعلی طاهرفر        | شبکه ۳                        |
| ۱۴۰۳–۱۴۰۲ | بوقچی                          | بازیگر | حسن حبیب‌زاده           | شبکه ۳                        |
| ۱۴۰۰      | پلاک ۱۳                        | بازیگر | آرش معیریان            | شبکه ۳                        |
| ۱۳۹۹      | خانه امن                       | بازیگر | احمد معظمی             | شبکه ۱                        |
| ۱۳۹۸      | شرایط خاص                      | بازیگر | وحید امیرخانی          | شبکه ۳                        |
| ۱۳۹۷      | لحظهٔ گرگ و میش                 | بازیگر | همایون اسعدیان         | شبکه ۳                        |
| ۱۳۹۶      | پنچری                          | بازیگر | برزو نیک نژاد          | شبکه ۳۴۲ قسمت                 |
| ۱۳۹۴      | قاب خاطره                      | بازیگر | محمد حجت ذیجودی        | شبکه آی فیلم                  |
| ۱۳۹۱      | هفت سین                        | بازیگر | یدالله صمدی            | شبکه تهران پخش در نوروز ۹۲    |
| ۱۳۸۷      | گیلعاد                         | بازیگر | حسین سهیلی زاده        | شبکه ۲                        |
| ۱۳۸۵      | ترش و شیرین                    | بازیگر | رضا عطاران             | شبکه ۳                        |
| ۱۳۸۵      | خون‌بها                         | بازیگر | جواد مزدآبادی          | شبکه ۱                        |
| ۱۳۸۵      | مار و پله                      | بازیگر | سید محسن یوسفی         | شبکه ۲                        |
| ۱۳۸۴      | جاده ای به سوی کعبه (تله فیلم) | بازیگر |                        | شبکه ۴                        |
| ۱۳۸۴      | سقوط                           | بازیگر | سعید اکبریان           | شبکه ۱                        |
| ۱۳۸۴      | برای آخرین بار                 | بازیگر | اکبر منصور فلاح        | شبکه تهران / پخش در ماه رمضان |
| ۱۳۸۴      | پای پیاده                      | بازیگر | اصغر توسلی             | شبکه تهران                    |
| ۱۳۸۳      | هنگامه                         | بازیگر | مجید جوانمرد           | شبکه ۱                        |
| ۱۳۸۰      | جوانی                          | بازیگر | سعید سلطانی            | شبکه ۳                        |
| ۱۳۸۰      | رستوران خانوادگی               | بازیگر | حسین سهیلی زاده        | شبکه تهران                    |
| ۱۳۷۹      | همسفر                          | بازیگر | قاسم جعفری             | شبکه ۳                        |
| ۱۳۷۹      | غریبه (مجموعه تلویزیونی)       | بازیگر | جواد اردکانی           | شبکه ۲                        |
| ۱۳۷۹      | صدایم کن                       | بازیگر | مسعود نوابی            |                               |
| ۱۳۷۸      | قصه‌های شهرک سینمایی            | بازیگر | بهزاد محمدی            | شبکه ۳                        |
| ۱۳۷۷      | میعاد در سپیده‌دم               | بازیگر | سعید سلطانی            | شبکه ۳                        |
| ۱۳۷۵      | خانه عشق                       | بازیگر | مسعود فروتن            | شبکه ۱                        |
| ۱۳۷۵      | خانه سبز                       | بازیگر | بیژن بیرنگ، مسعود رسام | شبکه ۲                        |
| ۱۳۷۴      | طاغوت                          | بازیگر | غلامرضا کریمی          | شبکه ۱                        |
| ۱۳۷۳      | شلیک نهایی                     | بازیگر | مسعود شاه محمدی        | شبکه ۱                        |
| ۱۳۷۲      | ضلع ششم                        | بازیگر | مسعود فروتن            | شبکه ۱                        |
| ۱۳۷۱      | بیا تا گل برافشانیم            | بازیگر | خسرو ملکان             |                               |
| ۱۳۷۰      | این خانه دور است               | بازیگر | بیژن بیرنگ، مسعود رسام | شبکه ۲ پخش سال ۷۴             |
| ۱۳۷۰      | روزی روزگاری                   | بازیگر | امرالله احمدجو         | شبکه ۱                        |

## نمایش خانگی
| سال  | عنوان مجموعه | کارگردان     | نقش    |
| ---- | ------------ | ------------ | ------ |
| ۱۳۹۹ | شام ایرانی   | سعید ابوطالب | میزبان |
| ۱۴۰۰ | خسوف         | مازیار میری  | لیلا   |
| ۱۴۰۱ | شب‌های مافیا  | سعید ابوطالب | بازیکن |
| ۱۴۰۲ | سیاه‌چاله     | حسین نمازی   | پروین  |